# Ciro Roza
Ciro Roza (Massaranduba, 20 de agosto de 1946) é um político brasileiro, filiado ao Podemos (PODE)

## Carreira
Foi deputado à Assembleia Legislativa de Santa Catarina na 17ª legislatura (2011 — 2015).